# Periscoop

Principeschets van een periscoop met (a) spiegels en (b) afbuigprisma’s

Periscopen met lenzensysteem. (a) Objectieflens, (b) veldlens, (c) omkeerlenzen, (d) oculair, (e) ooglens), (f) afbuigprisma, (g) afbuigprisma.

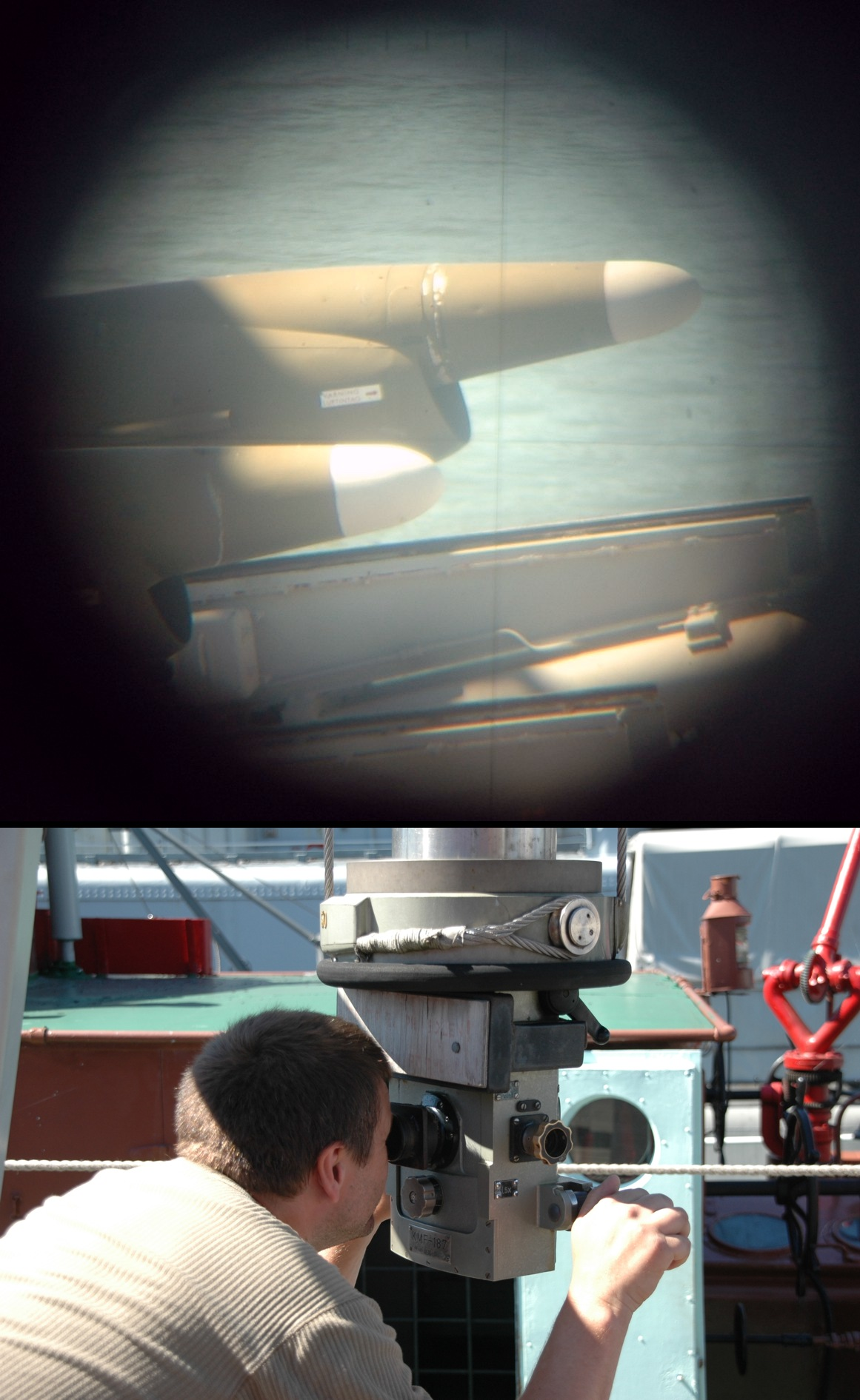
Blik door een periscoop

Een periscoop (Grieks peri, „rondom” en skopéin, „kijken”) is een optisch instrument om vanuit een verborgen positie de omgeving op een ander niveau te kunnen observeren.

## Toepassingen
De periscoop wordt voornamelijk voor militaire toepassingen gebruikt, om zonder gevaar vanuit bunkers, loopgraven, tanks en pantservoertuigen en onderzeeboten te kunnen rondkijken. Een voordeel boven radar, sonar e.d, is dat een periscoop passief is (dat wil zeggen zelf niets uitzendt), terwijl andere systemen in principe hun eigen aanwezigheid kunnen verraden door de uitgezonden signalen. Daarom is een periscoop ook heel geschikt om over een hoge muur te kijken zonder gesnapt te worden.
Ook hovercrafts gebruiken wel periscopen, omdat op wat grotere hoogte het zicht niet meer wordt belemmerd door opspattend water.

## Constructie en werking
Een periscoop bestaat in principe uit een verticale buis, met aan beide uiteinden een opening met een spiegel of een prisma. Deze spiegels of prisma’s buigen resp. de horizontale binnenkomende lichtstralen naar beneden af, en de omlaag lopende bundel weer horizontaal naar het oculair. Een waarnemer die beneden door het oculair kijkt, krijgt de indruk dat hij de omgeving van bovenaf bekijkt. De spiegels staan onder een hoek van 45°. Prisma’s hebben het voordeel boven spiegels, dat er t.g.v. totale interne reflectie aan hun schuine vlak minder licht verloren gaat dan bij spiegels. Bovendien zal de reflectie van een gemetalliseerde spiegel in de loop der tijd verslechteren.
Kijkt men door een lange buis, dan wordt de beeldhoek beperkt door de grootte van de verst verwijderde opening. Ook eenvoudige periscopen hebben dit probleem. De beeldhoek kan aanzienlijk worden vergroot met behulp van zgn. veldlenzen, en wel op twee manieren. Hiernaast staan twee principeschetsen.
Het eerste type is v.w.b. de plaatsing van de lenzen te vergelijken met een verrekijker met een kleine vergrotingsfactor. Daarbij wordt het beeld echter 180° gedraaid. Om dit te corrigeren, worden hetzij omkeerprisma’s (zoals in verrekijkers), hetzij omkeerlenzen gebruikt.
In het tweede type worden twee omkeerlenzen gebruikt, die zodanig zijn geplaatst dat de lichtbundel tussen de lenzen in evenwijdig is. Deze versie heeft het voordeel dat de buis tijdens gebruik gemakkelijk verlengd of verkort kan worden.
Veelal wordt nog een vergrotingsfactor van 1,5 ingebouwd, omdat dit op psychologische gronden de indruk van ware grootte geeft.
Wordt de tweede veldlens (c3/b2) net boven het tussenbeeld geplaatst (waardoor hij een deel van de taak van de omkeerlenzen verricht), is er op de plaats van het tussenbeeld ruimte voor kruisdraden, die als vizier scherp in beeld komen. Voor nachtelijke waarneming kunnen zij van opzij worden belicht.

## Varianten
Onder een panoramaverrekijker wordt een periscoop verstaan waarvan het bovenste afbuigprisma ten opzichte van het onderste over 360° verdraaid kan worden. Om te voorkomen dat het beeld tijdens het draaien ondersteboven komt te staan, zorgt een extra prismastelsel tussen de omkeerlenzen (c1 en c2) ervoor dat het beeld rechtop blijft staan.
Met een panoramakijker is door middel van een fisheye-objectief de hele horizon rondom zichtbaar. Het beeld is sterk verkleind en ringvormig vertekend. Deze kijker kan andere kijkers zodanig aanvullen dat de horizonring rondom het eigenlijke beeld zichtbaar is.